# Snowpiercer : Le Transperceneige
Pour la bande dessinée, voir Le Transperceneige.
Pour la série télévisée, voir Snowpiercer.
Pour plus de détails, voir Fiche technique et Distribution.
Snowpiercer : Le Transperceneige (hangeul : 설국열차 ; RR : Seolgungnyeolcha) est un film de science-fiction sud-coréen coécrit et réalisé par Bong Joon-ho, sorti en 2013. Inspiré de la bande dessinée française Le Transperceneige, c'est le premier long-métrage en anglais du réalisateur, soit à peu près 15 % en coréen et 85 % en anglais.
Il a été présenté en avant-première nationale le 7 septembre 2013 en clôture du Festival du cinéma américain de Deauville.

## Synopsis
À la suite d'une tentative ratée d'une entreprise de géo-ingénierie pour contrebalancer le réchauffement climatique en 2014 par envoi d'un gaz le CW7 dans l'atmosphère, une glaciation de toute la planète la transforme en boule de neige, exterminant la vie sur Terre ainsi que presque toute l'humanité.
Les rares survivants vivent désormais tous dans un train lancé à vive allure, Le Transperceneige, dirigé par Wilford, le créateur de celui-ci, résidant dans la locomotive qui contient la « Machine », un moteur perpétuel. Le train effectue continuellement le tour des cinq continents (Afro-Eurasie et Amérique via le Détroit de Béring) pour rester en mouvement et ainsi échapper à la congélation.
En 2031, et ce à l'instar de toutes les autres années, les passagers du train sont isolés par classes sociales ; l'élite en première classe jouit d'une vie extravagante à l'avant, tandis que les plus pauvres, principalement des passagers clandestins, sont enfermés dans des compartiments sordides sans fenêtre, à l’arrière du convoi.
Surveillés constamment par des gardes armés et cruels, ils sont sévèrement réprimés, et nourris uniquement par des barres protéinées monotones et peu ragoûtantes (qui s’avèrent être composées de cafards broyés).
Gilliam, vieil homme très respecté par les passagers (et figure paternelle) est le chef spirituel de la queue du train, qui monte régulièrement des rébellions pour reprendre le contrôle de tout le véhicule. Cette année-là, son protégé Curtis, 34 ans, et son camarade Edgar, dirigent la révolte des passagers de l'arrière du train, après avoir réalisé que les gardes sont à court de munition depuis la révolte de Mac Gregor quatre ans auparavant.
Ils libèrent Namgoong, un spécialiste de la sécurité du train, gardé captif, ainsi que Yona, sa fille de 17 ans, qui est née dans le train et semble avoir des facultés de clairvoyance.
En échange de doses régulières de Kronol - une puissante drogue synthétique hallucinogène - pour lui et sa fille, Namgoong aidera la révolte à progresser dans le train, wagon après wagon, sachant comment déverrouiller les portes successives.
Le groupe arrive face à un escadron de gardes équipés de haches, supervisé par la conseillère Mason, personnage dérangé et cruel.
Dans la bataille qui s'ensuit, Curtis est amené à devoir laisser Edgar se faire tuer, afin de capturer la conseillère Mason et de pouvoir l'utiliser comme monnaie d'échange, pour mener la révolte à son but.
La majorité du groupe reste en arrière pour garder le wagon-citerne et surveiller les soldats captifs.
Curtis, accompagné de Namgoong, Yona, Grey (un agile combattant), ainsi que de Tanya et Andrew (deux parents ayant été séparés de leurs enfants emmenés par des gardes à l'avant du train), continue à avancer dans le train avec la conseillère Mason en otage, sans savoir que Franco, un garde loyal à celle-ci, a réussi à s'échapper, et est allé chercher d'autres gardes.
Le groupe de Curtis traverse encore plusieurs voitures. Namgoong et Yona, en observant l'extérieur, semblent considérer que la glace est en train de fondre.
Le groupe finit par arriver dans une salle de classe, où une professeure endoctrine les enfants sur la grandeur de Wilford, avant de leur distribuer des œufs durs pour «célébrer la nouvelle année» (qui correspond à un tour complet du circuit ferroviaire).
La professeure utilise cette distraction pour attaquer le groupe; elle abat Andrew, avant que Grey ne la tue.
À l'arrière du train, les soldats récupèrent les armes à feu cachées dans le chariot et matent la révolte, capturant Gilliam. Franco envoie une vidéo en direct sur la télévision de la classe, où il exécute le célèbre mentor des "queutards" depuis le départ du train. Curtis tue alors la conseillère Mason en représailles.
Le groupe de Curtis avance, mais Franco les rattrape. Tanya et Grey sont tués après s'être battus et avoir supposément tué Franco. Curtis, Namgoong et Yona continuent d'avancer.
Ils arrivent à la dernière voiture-boite de nuit, précédant la locomotive. Namgoong révèle qu'il collecte le Kronol, non seulement pour se droguer, mais aussi parce qu’il peut également servir d'explosif; il veut l'utiliser pour faire exploser la porte avant du train et sortir, pensant pouvoir survivre puisque la glace fond d'année en année.
Curtis l'en empêche, jugeant le plan suicidaire et souhaitant d'abord atteindre Wilford. Il lui explique alors que quand il était jeune, au début de leur captivité, les passagers de l'arrière du train (dont Curtis lui-même) en avaient été réduits au cannibalisme, et qu'ils avaient été prêts à manger Edgar, à l'époque bébé et dont ils avaient mangé la mère, avant que Gilliam ne sacrifie son bras pour sauver l’enfant. Beaucoup avaient ainsi sacrifié de leurs membres, pour sauver le reste de leur corps. Ces sacrifices et le cannibalisme avaient fini par cesser, après que la distribution des portions de nourriture protéinée en barres eut été instaurée.
Curtis veut maintenant faire face à Wilford, qui a mis en place tout ce système, et le stopper.
À cet instant, la porte s'ouvre, l'assistante de Wilford en sort et blesse Namgoong, avant d'inviter Curtis à entrer.
Curtis rencontre Wilford, et apprend avec choc que Gilliam et lui avaient travaillé ensemble pour que la révolte de Curtis ait lieu (ainsi que les précédentes), ce afin de réduire régulièrement la population du train, que Wilford considère comme un écosystème, entier, mais où la sélection naturelle ne peut suffire seule à limiter suffisamment la population. Il s’agirait ainsi selon lui d’un moyen efficace pour préserver les ressources.
Wilford ordonne que 74% des passagers de l'arrière du train soient tués. Il offre ensuite à Curtis de devenir le nouveau chef du train, à sa place, de prendre sa relève. Curtis semble psychologiquement perdu, quand Yona parvient à entrer  dans le wagon de la Machine, où sont Curtis et Wilford, et soulève une plaque du sol pour y découvrir que plusieurs enfants de l'arrière du train, y compris Andy et Timmy (les enfants d'Andrew et de Tanya), y travaillent comme engrenages vivants pour faire fonctionner la Machine.
Wilford explique que faute de pièces de rechange, la maintenance du train exige le travail d’enfants, seuls capables de circuler dans les étroits mécanismes de la Machine. Ils sont constamment prélevés parmi les passagers de queue, expliquant ainsi cette fausse charité envers les clandestins depuis l'origine. Effaré par cette aberration biomécanique, Curtis frappe Wilford et sauve Timmy de la machinerie, tout en y perdant un bras. Il donne ensuite à Yona des allumettes pour mettre le feu au Kronol et faire sauter la cloison et la porte, tandis que Namgoong se bat contre Franco (qui les avait suivis) et finit par le tuer.
Alors que la porte du wagon de la Machine est restée ouverte, Curtis et Namgoong utilisent leurs corps pour protéger Yona et Timmy de l'explosion.
L'explosion provoque une avalanche, qui fait se disloquer le train. La moitié arrière tombe dans le vide, la moitié avant déraille et s'échoue dans la neige, au milieu de nulle part.
Seuls rescapés, Yona et Timmy s’échappent des décombres du train, et voient un ours polaire au loin, suggérant le retour possible de la vie sur Terre.

## Fiche technique
- Titre original : 설국열차[1]
- Titre international : Snowpiercer
- Titre français : Snowpiercer : Le Transperceneige
- Réalisation : Bong Joon-ho
- Scénario : Bong Joon-ho et Kelly Masterson, d'après la bande-dessinée Le Transperceneige de Jean-Marc Rochette et Jacques Lob
- Direction artistique : Stefan Kovacik
- Décors : Ondrej Nekvasil
- Costumes : Catherine George
- Photographie : Hong Kyung-pyo
- Montage : Steve M. Choe
- Musique : Marco Beltrami
- Production : Park Chan-wook, Lee Tae-hun, Park Tae-jun, Dooho Choi, Robert Bernacchi, David Minkowski et Matthew Stillman
- Sociétés de production : Moho Films, Opus Pictures et Stillking Films
- Sociétés de distribution : CJ Entertainment (Corée de Sud), The Weinstein Company (États-Unis), Wild Side Films/Le Pacte (France)
- Budget : 45 000 000 000 won, soit 39 200 000 de dollars[4],[5],[6]
- Pays d'origine :  Corée du Sud
- Langues officielles : anglais, coréen et quelques répliques en français et allemand
- Format : couleur - 1.85 : 1 - Dolby Digital - 35 mm
- Genre : science-fiction
- Durée : 126 minutes
- Dates de sortie :
  - Corée du Sud : 1er août 2013
  - France : 7 septembre 2013 (Festival du cinéma américain de Deauville) ; 30 octobre 2013 (nationale)
  - Suisse romande : 15 janvier 2014
  - Belgique : 12 mars 2014 (nationale)
  - Québec : 18 juillet 2014[7]
- Classification : interdit aux moins de 12 ans (déconseillé aux moins de 16 ans lors de sa diffusion à la télévision sur Canal+ Cinéma)

## Distribution
- Chris Evans (VF : Thibaut Belfodil) : Curtis Everett
- Song Kang-ho : Nam-goong Min-soo
- Ed Harris (VF : Patrick Floersheim) : Wilford
- John Hurt (VF : Pierre Bonzans) : Gilliam
- Tilda Swinton (VF : Laurence Breheret) : Conseiller Mason
- Jamie Bell (VF : Théo Frilet) : Edgar
- Octavia Spencer (VF : Marie-Madeleine Burguet-Le Doze) : Tanya
- Ewen Bremner : Andrew
- Ko Ah-sung : Yona
- Tomas Lemarquis (VF : Guillaume Bourboulon) : Egg-head
- Alison Pill (VF : Camille Gondard) : l'institutrice
- Vlad Ivanov : Franco Elder
- Luke Pasqualino : Grey
- Clark Middleton : Painter
- Steve Park : Fuyu
- Emma Levie : Claude

Source et légende : version française (VF) sur RS Doublage et selon le carton du doublage français sur le DVD zone 2.

## Production

### Développement
Le scénariste Jacques Lob réalise en 1977, en compagnie d'Alexis (Dominique Vallet), Le Transperceneige, une bande dessinée de science-fiction post-apocalyptique en noir et blanc, pour le magazine (À suivre). Alexis meurt d'une rupture d’anévrisme en septembre 1977, laissant seize planches. Quelques années plus tard, Jacques Lob cherche d'autres dessinateurs pour le remplacer : Régis Loisel, François Schuiten, etc. jusqu'à ce qu'il découvre officiellement Jean-Marc Rochette en 1981 grâce à l'album Les Dépoteurs de chrysanthèmes (1980). Le Transperceneige est finalement publié en octobre 1982 dans (À suivre) no 57.

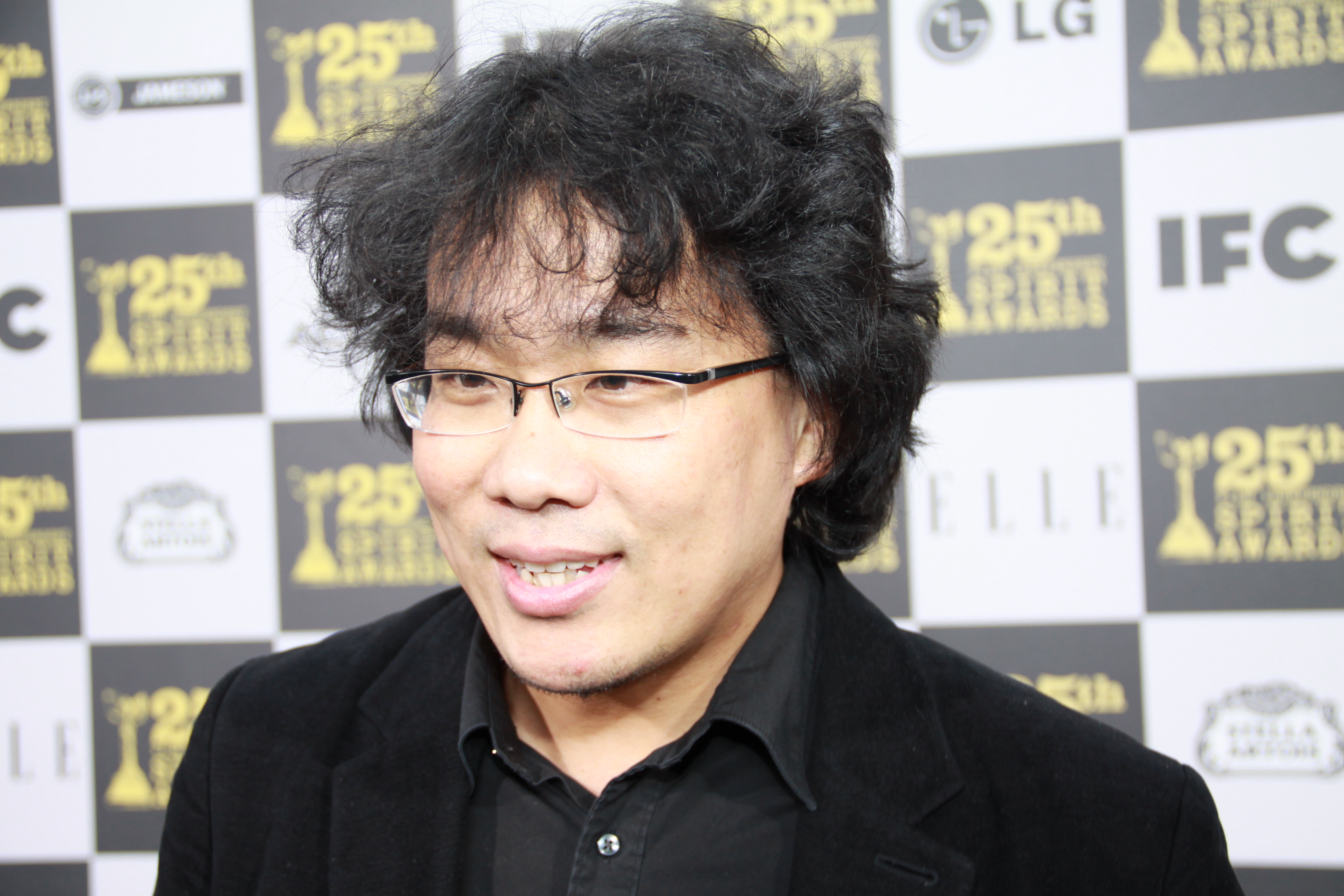
Bong Joon-ho en 2010

À la fin de 2004, au moment où il vient de finir son Memories of Murder (살인의 추억, 2003) et gère la préproduction de The Host (괴물, 2006), Bong Joon-ho va régulièrement à la boutique des bandes dessinées dans le quartier de Hongik (Hongdae) à Séoul. Il y découvre la série de bande dessinée Le Transperceneige de Jean-Marc Rochette et y lit les trois albums : « Ce train m'a bluffé. Je crois que tout le monde a un fantasme de trains et de paysages vus de la fenêtre ». Fasciné par les idées de l'histoire, il la décrit comme une sorte d'Arche de Noé. Lorsque les producteurs Park Chan-wook et Lee Tae lui proposent de tourner un prochain film, le réalisateur leur montre justement la fameuse série de bande dessinée. Ces derniers adorent et se chargent d'acquérir les droits d'adaptation.
Le réalisateur révèle son prochain film dans une interview d'un magazine coréen en juin 2006. Il précise que ce « ne sera pas si fidèle que cela. Il s’agira bien d’un film de science-fiction, l’action sera grandiose et l’histoire sera la même que dans la bande dessinée ».
À partir du juillet 2006, The Host triomphe en Corée du Sud avec 13 000 000 entrées et est sélectionné au Festival de Cannes dans la catégorie de la Quinzaine des réalisateurs ainsi que d'autres festivals dans le monde. Il reçoit de nombreuses récompenses, ce qui permet aux producteurs de signer dans la même année les droits d'adaptation de la bande dessinée pour la production Moho Films avec Bong Joon-ho comme scénariste et réalisateur officiel,. Mais, en 2007, les droits d'adaptations se prolongent. Bong Joon-ho réalise alors le court-métrage Shaking Tokyo pour le film multinational intitulé Tokyo! aux côtés des réalisateurs Michel Gondry et Leos Carax, qui est présenté au Festival de Cannes 2008 en compétition dans la catégorie Un certain regard.
Le réalisateur prévoit donc le tournage en 2010 ou 2011 en raison de son tournage de Mother (마더, 2009) en septembre 2008, avec Kim Hye-ja et Won Bin.
En janvier 2010, l'écriture du projet démarre : il achève le scénario original en septembre et le réécrit avec Park Chan-wook pour le finaliser en décembre. « La bande dessinée originale était très longue, et je devais faire un film de deux heures. Au lieu de couper dans le matériau original, j’ai préféré réécrire l’histoire pour l’adapter au grand écran. J’ai écrit un scénario et établi un story-board très détaillé, qui correspond précisément à ce que l’on voit dans le film », racontera-t-il en plein discours au Festival international du film de Busan, le 8 octobre 2013. Les dialogues sont à peu près à 15 % en coréen et 85 % en anglais. Selon Variety de janvier 2012, le scénariste américain Kelly Masterson le réécrit pour améliorer les personnages interprétés par Chris Evans, Tilda Swinton et Jamie Bell : « J'ai fait appel au scénariste américain Kelly Masterson que j'ai choisi après avoir vu 7 h 58 ce samedi-là (Before the Devil Knows You're Dead, 2007) de Sidney Lumet. Quand je l'ai vu, j'ai été frappé par une telle noirceur dans un film américain et par l'acuité dans les relations filiales », précisa le réalisateur dans une interview.
Bong Joon-ho aura mis « quatre ans pour développer ce projet et il [nous] a fallu trois ans de plus pour le produire avec le réalisateur Park Chan-wook ». Ce projet a coûté 40 000 000 de dollars, « un budget moyen pour les États-Unis mais, en fait, le plus cher jamais produit en Corée du Sud », précisa-t-il.

### Attribution des rôles
Comme l'annonce le webzine coréen Mediaus en mai 2011, Leonardo DiCaprio s'est intéressé à ce projet.
Le réalisateur engage ses deux acteurs fétiches Song Kang-ho et Ko Ah-sung, avec qui il a travaillé dans son film à succès The Host, parce qu'il lui fallait un visage familier.
Variety annonce en janvier 2012 que Chris Evans fait partie du générique du film. Le réalisateur dira qu'il a « visionné deux de ses films (Sunshine de Danny Boyle (2007) et Puncture d'Adam et Mark Kassen (2011)) qui m'ont convaincu qu'il était fait pour le rôle. Effectivement c'est un choix un peu ironique. À vrai dire j'avais quelques préjugés sur Chris Evans avant de le rencontrer parce que c'est la caricature de l'Américain tout en muscles. Je le voyais bien en capitaine d'une équipe de football dans un lycée ». L'acteur avouera, en pleine conférence en juillet 2013, que « c'était tellement agréable de travailler avec des artistes en dehors de l'Amérique. Cela a élargi mon horizon de travailler avec des gens ayant une approche du métier différente de la mienne ».
Quatre jours après Chris Evans, Tilda Swinton et Jamie Bell le rejoignent. Liée d’amitié avec le réalisateur en tant que présidente du jury de la Caméra d'or au Festival de Cannes 2011, Tilda Swinton l'avait prévenu qu'elle ne voulait pas faire d'autres films : « c'est la décision que j'ai prise après avoir joué dans chaque film. (…) Et une (et une seule) condition dans laquelle je jouerai un autre film, c'est m'amuser ». Elle y tient le rôle ambigu de Mason, une femme dictatoriale occupant les fonctions de Premier ministre. Pour les besoins du film, elle porte un nez prothétique, des fausses dents tordues et des lèvres artificielles, auxquels s'ajoutent quelques touches de maquillage « funky » : « c'était comme être dans une école maternelle », a-t-elle répondu à propos de ce qui lui avait fait décider d'être dans ce film.
Selon The Telegraph en janvier 2012, John Hurt est demandé par la production coréenne : « Toute l'équipe du film se réfère à lui [Bong Joon-ho], avec un grand respect. J'aime le fait de travailler pour le réalisateur Bong Joon-ho ».
Quelques jours après qu'elle a obtenu l'Oscar de la meilleure actrice dans un second rôle pour La Couleur des sentiments (The Help, 2012), The Hollywood Reporter du février 2012 rapporte qu'Octavia Spencer va rejoindre les autres acteurs dans le rôle d'« une mère de famille qui rejoint la révolution pour sauver son fils »,.
Comme il l'avait expliqué dans une interview à Collider en hiver 2012, Ed Harris avait adoré les trois films de Bong Joon-ho et souhaitait travailler avec ce dernier : « Je veux le faire. Je m'en moque ce qu'il va me demander de faire parce que c'est un excellent réalisateur ».
Le dessinateur de la bande dessinée originale Jean-Marc Rochette tient un rôle d'un peintre-dessinateur en caméo, dont seules les mains apparaissent à l'écran en train de croquer les portraits.

### Tournage
En 2011, l'affaire se complique : filmer un train faisant plusieurs centaines de mètres de long en pleine Corée du Sud est impossible. En fin de compte, concernant le lieu du tournage, le réalisateur et la production ont deux choix : la République tchèque et la Hongrie. Un producteur part en République tchèque en septembre 2011 afin de commencer les négociations et trouve un local disponible. Le 13 octobre 2011, Bong Joon-ho rejoint la République tchèque pour préparer le projet.

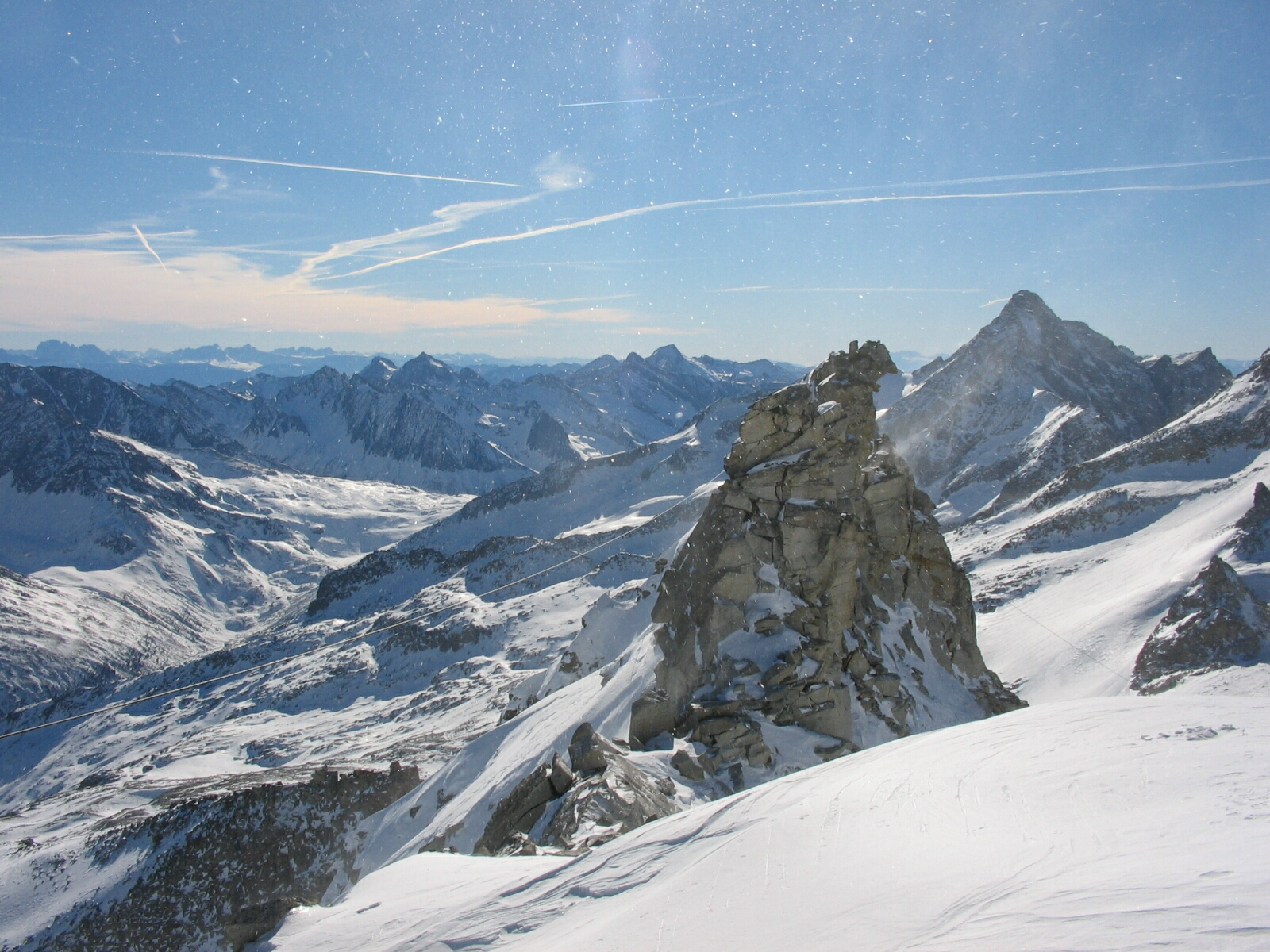
Le glacier de Hintertux au Tyrol.

L'équipe du tournage a d'abord traversé l'Autriche à la mi-mars 2012 pour filmer quelques décors enneigés sur le glacier de Hintertux dans le Tyrol en une seule journée,.
Officiellement, avec les techniciens venus des États-Unis, du Royaume-Uni, de République tchèque, de Hongrie et de Corée du Sud, le tournage a eu lieu entre le 16 avril 2012 et le 14 juillet 2012 dans les Studios Barrandov à Prague, faisant plus de 100 mètres — il s'agit du studio le plus long d'Europe — avec un total de 72 séquences de prises de vue. Les spécialistes y construisent 26 wagons, dont un de 25 mètres de long, ce qui ferait un train de plus de 500 mètres au total. Le réalisateur avoue que le tournage « a été difficile parce que, par exemple Mother a été filmé en 90 jours. Le Transperceneige est une grosse production, mais nous devions le tourner en 72 jours seulement ».
L'expérience vécue entre les techniciens des différents pays s'est montrée riche, étant donné que l'équipe coréenne a l'habitude de travailler avec des horaires irréguliers, le jour comme la nuit, et découvre avec surprise que le travail des équipes américaines et européennes ne peut dépasser 12 heures par jour.

### Musique

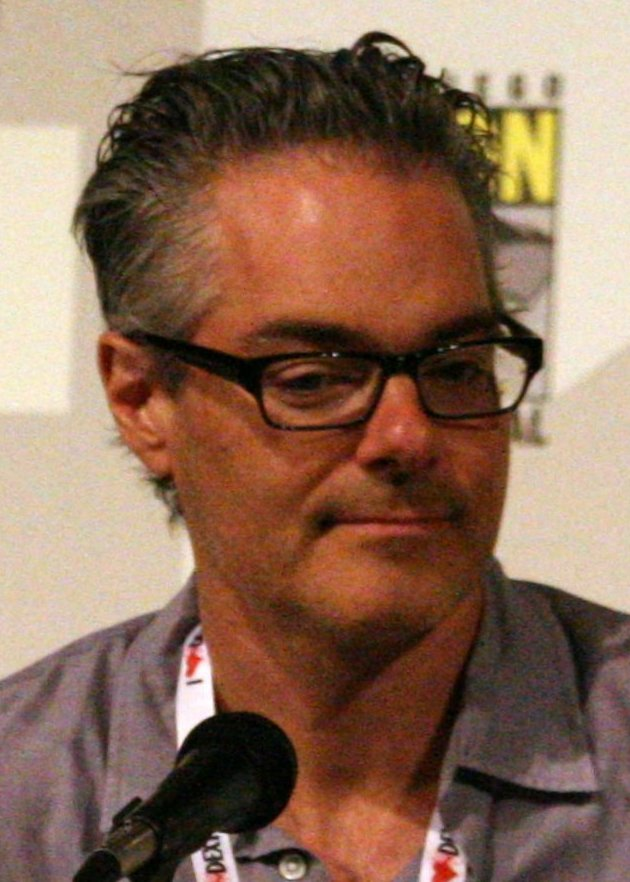
Marco Beltrami au Comic-Con 2013.

En mai 2012, Marco Beltrami a été embauché pour composer la musique du film. En janvier 2013, un morceau de musique intitulé Yona Lights est dévoilé sur le site officiel du film en Corée du Sud,.
Le 12 juillet 2013, durant le Fimucité 007 (Festival international de la musique du cinéma de Ténérife, ou Tenerife International Cinema Music Festival) sur les Îles Canaries, quelques morceaux de trois films composés par Marco Beltrami (Le Transperceneige, Soul Surfer et Wolverine : Le Combat de l'immortel) ont été sélectionnés. Les titres musicaux du film de Bong Joon-ho sont, :
- This is the beginning
- Go ahead
- Train riot
- Ec Yona

À l'instar de Stanley Kubrick dans son film Shining pour la scène du bal et celle du final, Bong Joon-ho utilise la chanson de jazz Midnight, the Stars and You, enregistrée en 1934 par Ray Noble and his orchestra.
La bande originale sort en juillet 2013 en Corée du Sud.
La date de sortie internationale est elle fixée au 26 août 2013.
| 1.    | This is the End       |  | 3:41 |
| 2.    | Stomp                 |  | 1:00 |
| 3.    | Preparation           |  | 3:10 |
| 4.    | Requesting an Upgrade |  | 3:40 |
| 5.    | Take the Engine       |  | 2:04 |
| 6.    | Axe Gang              |  | 2:22 |
| 7.    | Axe Schlomo           |  | 1:47 |
| 8.    | Blackout Fight        |  | 4:24 |
| 9.    | Water Supply          |  | 2:32 |
| 10.   | Go Ahead              |  | 2:45 |
| 11.   | Sushi                 |  | 1:14 |
| 12.   | The Seven             |  | 1:00 |
| 13.   | We Go Forward         |  | 2:05 |
| 14.   | Steam Car             |  | 2:38 |
| 15.   | Seoul Train           |  | 2:26 |
| 16.   | Snow Melt             |  | 2:02 |
| 17.   | Take My Place         |  | 5:56 |
| 18.   | Yona Lights           |  | 3:33 |
| 19.   | This is the Beginning |  | 4:00 |
| 20.   | Yona’s Theme          |  | 3:38 |
| 55:57 |                       |  |      |

## Postproduction

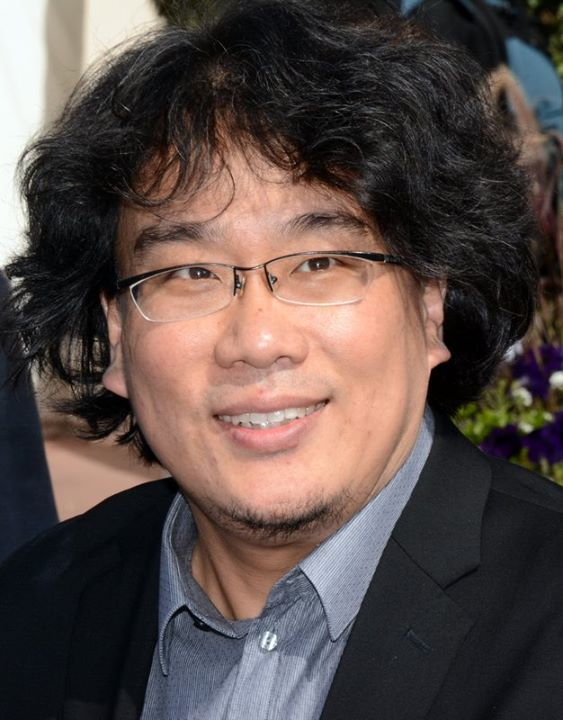
Bong Joon-ho au festival de Deauville

### Effets spéciaux
Les effets spéciaux ont été réalisés par Eric Durst, connu pour Spider-Man 2 de Sam Raimi (2004) et Prédictions (Knowing, 2009) d'Alex Proyas, qui travaille également sur des images de synthèse réalistes.

### Exploitation
Yonhap News annonce au début juillet 2013 que le distributeur CJ Entertainment a vendu le film dans 167 pays avant la sortie nationale en Corée du Sud : la société de production française a obtenu les droits de distribution en France, en Europe de l'Est et en Amérique du Sud, alors que la société américaine Weinstein Company possède les droits en Amérique du Nord, au Royaume-Uni, en Nouvelle-Zélande et en Australie.
Le webzine Twitch révèle que The Weinstein Company a réduit de vingt minutes le film original et a ajouté une voix off dans le but de faire comprendre le film au public américain : « Les gens de la Weinstein Company ont demandé à Bong et son équipe de faire en sorte que le film soit compris aussi bien par des gens de l'Iowa que de l'Oklahoma. En plus de prouver qu'il n'estime pas tellement son public, Weinstein essaye de coincer les autres pays anglophones, puisque c'est sa boîte qui distribuera le film (…) », expliqua Tony Rayns, relayeur de cette information. Le réalisateur Bong Joon-ho prévient que « cela éliminerait la plupart des détails sur les personnages, ce qui ferait que le film ressemblera plus à un film d’action ». En revanche, loin d'en être d'accord, l'Angleterre déciderait de diffuser la version originale, c'est-à-dire complète.
En septembre 2013, l'actrice Tilda Swinton, venue au Festival du cinéma américain de Deauville pour présenter le film, fait part publiquement de sa désapprobation quant à cette coupure : « Il ne fait aucun doute que tous les spectateurs anglophones méritent de voir la version du réalisateur Bong Joon-ho, et nous espérons vivement que nous pourrons tous la voir. Un des effets que produit le film, c'est qu'après avoir passé deux heures dans ce train, on sort de la salle avec le soulagement de pouvoir vivre quelque chose de plus vaste. Passer deux heures dans un train, c'est donc peut-être une sorte de thérapie par aversion. J'ai bien dit deux heures, pas une heure quarante ».
Finalement, le distributeur CJ Entertainment annonce, au début février 2014, que The Weinstein Company sortira la version originale de Snowpiercer, le Transperceneige dans toute l'Amérique du Nord à partir de juillet 2014.

## Accueil

### Sorties internationales
Snowpiercer, le Transperceneige est sorti le 1er août 2013 en Corée du Sud. Cependant, 10 jours avant sa sortie officielle, le film était déjà en tête des ventes de billets grâce aux réservations par internet, avec 19,3 % des ventes, une première en Corée du Sud. Il totalise déjà plus de 3 000 000 de spectateurs à la fin de la première semaine d'exploitation, et dépasse les 9 000 000 de spectateurs à la fin du mois d'octobre.
Le film fut présenté en avant-première française le 7 septembre 2013 en clôture du Festival du cinéma américain de Deauville sous les applaudissements de 1 500 spectateurs, et le 8 septembre 2013 à L'Étrange Festival, avant sa sortie française le 30 octobre 2013 où, selon le box-office 14 h, il attira 1 566 spectateurs sur 15 salles en se plaçant en deuxième position derrière Thor : Le Monde des ténèbres (Thor: The Dark World) d'Alan Taylor avec 4 310 entrées sur 20 copies.
Après les incertitudes quant à la durée de la version qui serait finalement montrée au public américain, Snowpiercer est présenté intégralement en avant-première au Festival du film de Los Angeles en juin 2014 puis dans les salles à partir du 27 juin 2014 dans une version réduite.

### Accueil critique
À propos du film, Variety le décrit comme « une épopée futuriste des plus ambitieuses, d'une richesse inouïe et visuellement superbe, réalisée par l'un des maîtres du genre, le talentueux Bong Joon-ho », de même que The Hollywood Reporter, qui y voit « une réussite en tout point supérieure, intellectuellement et artistiquement, à la plupart des films d'action futuristes – situés dans un avenir proche de fin du monde – habituellement proposés au grand public ».
En France, en plein Festival de Deauville, Romain Le Vern du TF1 News le voit « totalement à la hauteur de son ambition de film-monstre ludique et unique. Préparez-vous à une révolution » et « un choc comparable à Soleil vert (Soylent Green, 1973) de Richard Fleischer et au Fils de l'homme (Children of Men, 2006) d'Alfonso Cuaron en leur temps ». Dans le magazine Première d'octobre 2013, Thomas Agnelli souligne que le film « devrait marquer l'histoire du cinéma de science-fiction. À dire vrai, le film ne ressemble à rien de connu ». Aurélien Allin du Cinemateaser attribue au film une note de cinq étoiles sur cinq, et écrit que « la richesse de Snowpiercer est telle qu’il faudrait le voir encore et encore pour cerner tout ce qui fait de ce film l’œuvre complexe et politique qu’on n’attendait plus ». Jean-François Rauger du Monde le décrit comme « une œuvre cinématographique à la fois divertissante, spectaculaire et foncièrement abstraite », de même que Christophe Levent du Parisien : « un petit bijou de science-fiction ».
AlloCiné lui accorde la note de 4,2 étoiles sur cinq au total des 28 titres de presse[pas clair] ; seuls L'Humanité et Paris Match lui attribuent une note inférieure à la moyenne, avec cette analyse d'Alain Spira : « Rien de nouveau sous ce soleil sans chaleur qui éclaire, tel un néon du néant, une planète dévastée par la folie des apprentis sorciers de la science. Ce film de science-fiction catastrophe ne se borne pas à circuler sur les voies ferrées de la lutte des classes et de l’écologie bafouée. À travers la progression des insurgés, gagnant de haute lutte chaque wagon, le film se complexifie et multiplie les symboles… et, malheureusement, les clichés ».

### Box-office
| Pays ou région | Box-office           | Date d'arrêt du box-office | Nombre de semaines |
| -------------- | -------------------- | -------------------------- | ------------------ |
| Monde          | —                    | —                          | —                  |
| Corée du Sud   | 9 350 194 entrées    | 28 avril 2014              | 20                 |
| France         | 676 351 entrées      | 21 janvier 2014            | 11                 |
| États-Unis     | 3 460 000 de dollars | 20 juillet 2014            | 4                  |

#### Corée du Sud
Dès son lancement dans son pays d'origine, le film dépassa la barre du million de spectateurs, totalisant précisément 1 030 000 entrées en deux jours. Par la suite, avec 4 000 000 d'entrées en huit jours, il dépassa Transformers 3 : La Face cachée de la Lune (Transformers: Dark of the Moon, 2011) et Iron Man 3 (2013) en Corée du Sud. Le Korea JoonAng Daily du 13 août 2013 informe que sa fréquentation est montée à 6 400 000 entrées en douze jours, ramassant 45 000 000 000 won soit 41 300 000 de dollars. Au bout du troisième week-end, il descend à la troisième place du box-office hebdomadaire, totalisant 8 182 097 entrées avec 695 000 entrées supplémentaires, étant devancé par le nouveau leader Hide and Seek (숨바꼭질) de Huh Jung, et The Flu (감기) de Kim Sung-su.
Le 22 août 2013 en Corée du Sud, Film Business Asia (en) révèle que le film a remporté 60 300 000 000 won, soit 53 600 000 de dollars, dépassant son propre budget de 45 000 000 000 won, soit 40 000 000 de dollars,. À la fin du mois d'octobre, le film totalise 9 341 257 entrées, ce qui en fait le deuxième plus gros succès de l'année en Corée du Sud, derrière le film Miracle in Cell No.7, mais devant Iron Man 3.

#### France
Le film attire 39 154 spectateurs en une journée entière, dont 11 064 spectateurs à Paris. Pour la première semaine, il compte au total 272 262 entrées dans 307 salles et se positionne au cinquième rang.
Le film coréen qui avait jusqu'alors réalisé le plus grand nombre d'entrées en France était Ivre de femmes et de peinture (취화선) avec 253 821 entrées en 2002. Il n'aura fallu qu'une semaine pour que Snowpiercer, le Transperceneige devienne la nouvelle référence des films sud-coréens au box-office français.
La deuxième semaine, il descend à la neuvième place du box-office avec 179 692 entrées pour cumuler à 451 954 entrées. Finalement, Snowpiercer, le Transperceneige totalise 678 049 entrées.

### Distinctions

#### Récompenses
- Festival international du film d'Asie-Pacifique 2013 : meilleur directeur artistique pour Ondrej Nekvasil
- Blue Dragon Film Awards 2013[82],[83] :
  - Meilleur réalisateur pour Bong Joon-ho
  - Meilleur directeur artistique pour Ondrej Nekvasil
- Grand Bell Awards 2013[84] :
  - Meilleur directeur artistique pour Ondrej Nekvasil
  - Meilleur monteur pour Choi Min-yeong et Kim Chang-joo
- Korean Association of Film Critics Awards 2013[85] :
  - Meilleur film
  - Meilleur réalisateur pour Bong Joon-ho
  - Meilleur directeur de la photographie pour Hong Kyung-pyo
- Baek Sang Art Awards 2014 : meilleur réalisateur pour Bong Joon-ho
- International Cinephile Society Awards 2014 : meilleur film non sorti en 2013

- Los Angeles Film Critics Association Awards 2014 : meilleurs décors pour Ondrej Nekvasil (2e place)
- National Board of Review Awards 2014 : top 2014 des meilleurs films indépendants
- Boston Online Film Critics Association Awards 2014 :
  - Meilleur film
  - Meilleure actrice dans un second rôle pour Tilda Swinton

#### Sélections
- Festival international du film d'Asie-Pacifique 2013
- Festival du cinéma américain de Deauville 2013 : hors compétition, sélection « Premières »
- L'Étrange Festival 2013[54]
- Festival international du film asiatique de Hong Kong 2013 : film de clôture[86]
- Festival international du film de Busan 2013 : sélection « Gala Presentation[87] »
- Samain du cinéma fantastique de Nice 2013 : sélection en compétition[88]
- Festival du film de Sydney 2014

#### Nominations
- Blue Dragon Film Awards 2013 : meilleur film[82]
- Asian Film Awards 2014 :
  - Meilleur film
  - Meilleur réalisateur pour Bong Joon-ho
  - Meilleur scénariste pour Bong Joon-ho et Kelly Masterson (en)
  - Meilleur directeur artistique pour Ondrej Nekvasil
  - Meilleur chef costumier pour Catherine George
- Baek Sang Art Awards 2014 : meilleure actrice dans un second rôle pour Ko Ah-seong
- Toronto Film Critics Association Awards 2014 : meilleure actrice dans un second rôle pour Tilda Swinton

- Critics' Choice Movie Awards 2015 :
  - Meilleure actrice dans un second rôle pour Tilda Swinton
  - Meilleure direction artistique pour Ondrej Nekvasil et Beatrice Brentnerova
  - Meilleur film de science-fiction/horreur
- Satellite Awards 2015 :
  - Meilleure actrice dans un second rôle pour Tilda Swinton
  - Meilleur son pour Anna Behlmer, Mark Holding, Taeyoung Choi et Terry Porter
  - Meilleurs effets visuels pour Eric Durst

## Analyse

### Thème de l'évasion
L'évasion est le « but du film » que souligne Bong Joon-ho dans une interview, de telle sorte que « peu de vues extérieures du train » n'apparaissent « au point d'inspirer une énorme claustrophobie » : « l'objectif étant de fantasmer la fin du confinement comme une bouffée d'air ».

### Thème de l'humanité
Le réalisateur voulait ajouter « la redondance de la condition humaine » dans le film, celle-ci étant « un fort symbole  du capitalisme ».

### Thème de l'écologie
Le film s'ouvre sur une catastrophe écologique consécutive au réchauffement climatique, qui rappelle le décor de Le Jour d'après (The Day After Tomorrow, 2004) de Roland Emmerich. Malgré l'intérieur sombre des wagons de queue, il respire la couleur dans les wagons de tête de l’aristocratie. « Les problèmes écologiques proviennent de la cupidité humaine. La nature ne se détruit pas toute seule. Si on en est là aujourd'hui, c'est la faute à la recherche du profit. L'écologie renvoie directement au dysfonctionnement du système. Et face à cela, je ne sais quoi faire… ».

## Marketing
D'après Yonhap News, la bande dessinée Le Transperceneige éditée par Semicolon a été vendue à environ 12 000 exemplaires en une semaine grâce au film. De même, les auteurs français Jean-Marc Rochette et Benjamin Legrand ont participé au Festival international de la bande dessinée de Bucheon en août 2013 qui a lieu en Corée du Sud.
En France, à l'occasion de l'adaptation au cinéma, Casterman réunit les trois albums originaux en intégrale sous le titre Transperceneige avant la projection française. Préfacée par Jean-Pierre Dionnet, elle est publiée le 21 août 2013.
Toujours en France, en 2015, plus de trente ans après le premier volume et à la suite de la projection du film de Bong Joon-Ho, le dessinateur Jean-Marc Rochette, avec Olivier Bocquet en tant que scénariste, sort un quatrième volet de la série intitulé Terminus. On y apprend qu'à l'origine, dix Transperceneiges tournaient autour de la Terre, dont le train du premier volume, le train des second au quatrième volumes, et celui du film. Cet ouvrage explique donc que le film se déroule dans le même univers que la bande dessinée. Par ailleurs, dans ce quatrième volume, on retrouve les personnages de Yona et de Timmy, seuls survivants du train du film, et qui finissent par rejoindre les passagers de la bande dessinée. Une différence est tout de même à noter entre le film et la bande dessinée : dans la bande dessinée, l'ère glaciaire semble être apparue à la suite d'une « Bombe climatique », durant une guerre type guerre froide,. Dans le film, la glaciation vient d'une tentative de stopper le réchauffement climatique. Cependant, les personnages de la bande dessinée n'étant pas certains de l'origine de la glaciation — l'historien du premier train affirmant qu'on n'était pas certain qu'une bombe climatique a bel et bien été lancée — on peut penser qu'ils se trompent et que la version du film est la bonne.